# Linda Coffee
Pour les articles homonymes, voir Coffee.
Linda Nellene Coffee, née le 25 décembre 1942 à Houston, au Texas, est une avocate américaine de Dallas. Elle est surtout connue, avec Sarah Weddington, pour avoir soutenu l'affaire Roe v. Wade et l'accès à l'avortement.

## Biographie
Linda naît dans une famille protestante baptiste. Elle obtient un baccalauréat en arts à l'université Rice en 1965, suivi d'une licence en droit à l'université du Texas à Austin en février 1968. En mai 1968, elle est habilitée à exercer comme avocate au Texas.
Après ses études, elle travaille pour le Conseil législatif du Texas. Ce Conseil effectue des recherches pour le compte de la législature du Texas. Coffee est également employé de Sarah Hughes, qui est juge fédérale au Texas. Elle est membre de la Women's Equity Action League, une organisation œuvrant en faveur de l'égalité des chances pour l'emploi des femmes. Elle rencontre son compagnon pendant l'hiver 1983.

## AffaireRoe v. Wade
Linda Coffee et Sarah Weddington plaident en faveur de Norma McCorvey, également connue sous le nom de Jane Roe. Bien que Weddington soit plus connu pour cette affaire, c'est Linda qui entre en contact avec Norma McCorvey. Il est avancé qu'une femme a le droit constitutionnel d'avorter en raison du quatorzième amendement tandis que la loi texane contestée n'autorise l'avortement que s'il est médicalement nécessaire pour sauver la vie de la femme. La décision de la Cour est finalement rendue en janvier 1973, annulant la loi texane sur l'avortement par une majorité de sept voix contre deux et légalisant l'avortement au cours du premier trimestre de la grossesse. Il s’agit d’une décision historique car elle permet aux femmes partout en Amérique d’avorter au cours de leur premier trimestre et annule de nombreuses lois fédérales et étatiques concernant l’avortement.
Réagissant au projet d'avis divulgué dans l'affaire Dobbs c. Jackson Women's Health Organization, elle déplore la perspective que Roe soit annulé. Elle estime que la fuite est contraire à l'éthique et que les États tenteront soit d'autoriser l'avortement, soit de le restreindre, conseillant aux défenseurs du droit à l'avortement qu'« ils devraient essayer de faire du mieux qu'ils peuvent ». À la suite de la décision d'annuler Roe, Coffee déclare que la décision de la Cour suprême « va à l'encontre de la liberté américaine » et « détruit la dignité de toutes les femmes américaines »,,.